# پورنوگرافی محارم
پورنوگرافی محارم گونه‌ای از پورنوگرافی دربردارنده نمایش اعمال جنسی میان خویشاوندان است. این ژانر پورنوگرافی می‌تواند شامل خویشاوندان واقعی باشد اما نوع اصلی این پورنوگرافی فوسست (به انگلیسی: Fauxcest) نامیده می‌شود که در آن بازیگران غیرمرتبط رابطه خانوادگی را القا می‌کنند. پورنوگرافی محارم شامل شخصیت‌هایی با نسبت‌های فامیلی مختلف مانند برادر و خواهرها، خاله‌ها، عمه‌ها، دایی‌ها، عموها، والدین، فرزاندان یا برادرزاده‌ها و خواهرزاده‌ها می‌شود.
پورنوگرافی محارم به وفور در اینترنت موجود است که باعث شده برخی اینگونه استدلال کنند که این ممکن است زنا با محارم در زندگی واقعی را پذیرفتنی کند یا مشوق آن باشد. جفری مسان (Jeffrey Masson) حتی استدلال کرده که «پورن محارم هسته اصلی پورنوگرافی است؛ نوعی‌ترین نمونه آن».